# (3010) Ushakov
(3010) Ushakov est un astéroïde de la ceinture principale.

## Description
(3010) Ushakov est un astéroïde de la ceinture principale. Il fut découvert le 27 septembre 1978 à Nauchnyj par Lioudmila Tchernykh. Il présente une orbite caractérisée par un demi-grand axe de 3,23 UA, une excentricité de 0,17 et une inclinaison de 2,0° par rapport à l'écliptique.

## Compléments